# John Bossewell
John Bossewell (? – 1580) 16. századi angol régiség- és címertani kutató, heraldikus. 

## Élete
Végrendeletében gentleman-nek és közjegyzőnek ('notarye pulique') nevezi magát. Halála előtt a hampshire-i Kingsclere-ben lakott. Halotti táblája címerével (Argent a fesse indented gules with three molets sable in the chief) együtt az itteni Szt. Mária egyházban található. Végakarata végrehajtójaként feleségét Joant jelölte meg. Valószínűleg nem maradtak élő gyermekeik.  

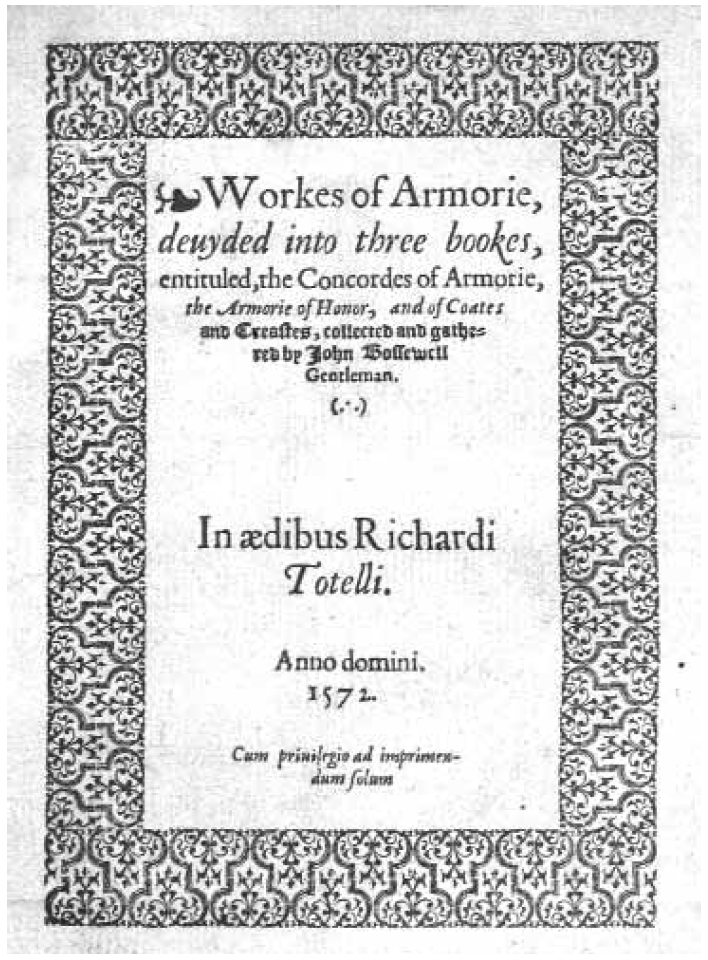

1572-es misztikus heraldikai műve számos címer fametszetét tartalmazza. Gerard Leigh szoros követője volt, műve Legh heraldikai művével egybekötve jelent meg, mint annak második része. 
Kedvelte a szimbolikát, az allegóriákat és a mesés történeteket. A heraldikai jelképrendszer és leírások tárgyalása során változatos témákat érint, mint a sakk, a Szfinx rejtélye és a különféle címerállatokra vonatkozó szimbolikát is megemlíti. Műve a történelem, mitológia, a drágakövek és (a bestiáriumokban szereplő) állatok jelképrendszerének egyvelege. A címertant összekapcsolja az erényekkel. Forrásként számos latin szöveget és francia szerzőt használt. Idézi Lydgate, Gower, Sir Thomas Eliot, Richard Grafton műveit, de leggyakrabban Chaucerre támaszkodik, mint például a nemességről szólva a Wife of Bath történetében. 
Műve tartalmazza a fő erények ábráit, valamint több mint 400 pajzs vagy címerábra képét. A harmadik könyvben (fejezetben) olyan heraldikai sisakdíszek szimbólumai szerepelnek, mint a Szfinx, a sellő (mermaid), az oroszlán vagy a csillag. Egyes címerekben betűkkel jelöli a színeket. Ugyanezeket a fametszeteket használták a mű 1597-es második londoni kiadásakor is.

## Műve kiadásai
- Bossewell, John:  Workes of Armorie, devyded into three bookes, entituled the concordes of armorie, the armorie of honor, and of coates and creastes, collected and gathered by John Bossewell,… Publication:  (S. l.,) : in aedibus R. Totelli, 1572 (London)

- Bossewell, John:  Workes of Armorie, devyded into three bookes, entituled the concordes of armorie, the armorie of honor, and of coates and creastes, collected and gathered by John Bossewell,… Publication :  London : printed by H. Ballard, 1597

- BOSSEWELL, John: Workes of armorie. London, 1572
- Publisher/year    Amsterdam: Theatrum Orbis Terrarum; New York: Da Capo Press, 1969.   General note    A facsimile. Made from a copy in Cambridge University Library.